# مارتن تايلر (لاعب كرة قدم)
مارتن تايلر (بالإنجليزية: Martin Tyler)‏ هو معلق رياضي ولاعب كرة قدم بريطاني، ولد في 14 سبتمبر 1945 في تشستر في المملكة المتحدة.

## وصلات خارجية
- مارتن تايلر على موقع IMDb (الإنجليزية)